# Michel (ur. 2003)
Michel Augusto Modesto Rafael dos Santos (ur. 20 maja 2003 w Avaré) – brazylijski piłkarz występujący na pozycji środkowego obrońcy, od 2021 roku zawodnik Palmeiras.